# Alectra humbertii
Alectra humbertii är en snyltrotsväxtart som beskrevs av Eb. Fischer. Alectra humbertii ingår i släktet Alectra och familjen snyltrotsväxter. Inga underarter finns listade i Catalogue of Life.